# Andre Ehrenberg
Andre Ehrenberg (Braunschweig, Baixa Saxónia, 2 de janeiro de 1972) é um ex-canoísta de slalom alemão na modalidade de canoagem.

## Carreira
Foi vencedor da medalha de bronze em slalom C-2 em Atlanta 1996, junto com o seu colega de equipa Michael Senft.